# Klagelied
Klagelieder sind Lieder (aber auch Gedichte), in denen der Verlust eines Menschen oder eines Objektes beklagt wird, zu dem man eine emotionale Bindung hatte. Vor allem Schmerz und Trauer werden thematisiert, aber auch die Verherrlichung des Toten. Klagelieder als Trauergesänge oder Totenlieder sind eine gestaltete Form der Totenklage. Mit der zunehmenden Individualisierung der Trauer fand das Totenlied aus dem sakralen Bereich heraus und hielt Eingang in die säkulare Kultur oder Popkultur.
- siehe auch: Elegie, Lamento

## Formen in verschiedenen Kulturkreisen
- Threnos (oder Threnödie) war im antiken, byzantinischen und nachbyzantinischen Griechenland ein Trauer- oder Klagelied über den Tod eines geliebten Wesens, das bei der Ausstellung der Leichen und dem Leichenbegängnis gesungen wurde.
- das Mirologion ist ein Klagelied in der Tradition der griechisch-orthodoxen Kirche und besonders in der Mani verbreitet.
- Nänie ist die Bezeichnung für einen Trauergesang, der Leichenzüge im antiken Rom begleitete.
- Der Planh (oc. planh aus lat. planctus „Wehklagen“) ist ein Klagelied der altprovenzalischen Trobadordichtung.
- Die Complainte (frz. complainte „Klage“) ist eine lyrische Gattung der mittelalterlichen französischen und provenzalischen Dichtung.
- Im christlichen Kulturkreis gibt es bestimmte Kirchenlieder, die Klageelemente aufweisen. Hinzu kommen musikalische Kompositionen wie Totenmessen (katholisch) oder Musikalische Exequien oder Requien. Aus dem Judentum wurden die Psalmen übernommen, von denen einige als Klagelied konzipiert sind.
- Der Blues, abgeleitet von to be blue und to have the blues (deutsch: „traurig sein“, „niedergeschlagen sein“) entstand aus dem Leid US-amerikanischer Sklaven.
- Das Gjama e burrave (deutsch: „Das Klagelied der Männer“) ist ein altes, traditionelles Klagelied, welches heute noch in Nordalbanien praktiziert wird. Es muss von mindestens 10 Männern ausgeführt werden und wird nur bei toten Männern angewendet. Der albanische Historiker Pjetër Marticanaj meint, dass der albanische Fürst Lekë Dukagjini (1410–1481) jenes Klagelied durchführte, als der albanische Nationalheld Skanderbeg starb.
- Die Endecha ist ein vierzeiliges, mit sechs oder sieben assonaten Silben (Endecha Real) vorgetragenes Klagelied spanischer Herkunft.[2]

## Konkrete Beispiele
- die Klagelieder Jeremias
- Gedichtband Kindertodtenlieder Friedrich Rückerts und deren auszugsweise Vertonung durch Gustav Mahler
- Gedicht Nänie von Friedrich Schiller